# Dasyopa meghalayensis
Dasyopa meghalayensis är en tvåvingeart som beskrevs av Cherian 1990. Dasyopa meghalayensis ingår i släktet Dasyopa och familjen fritflugor. Inga underarter finns listade i Catalogue of Life.